# Alexander (Byzanz)

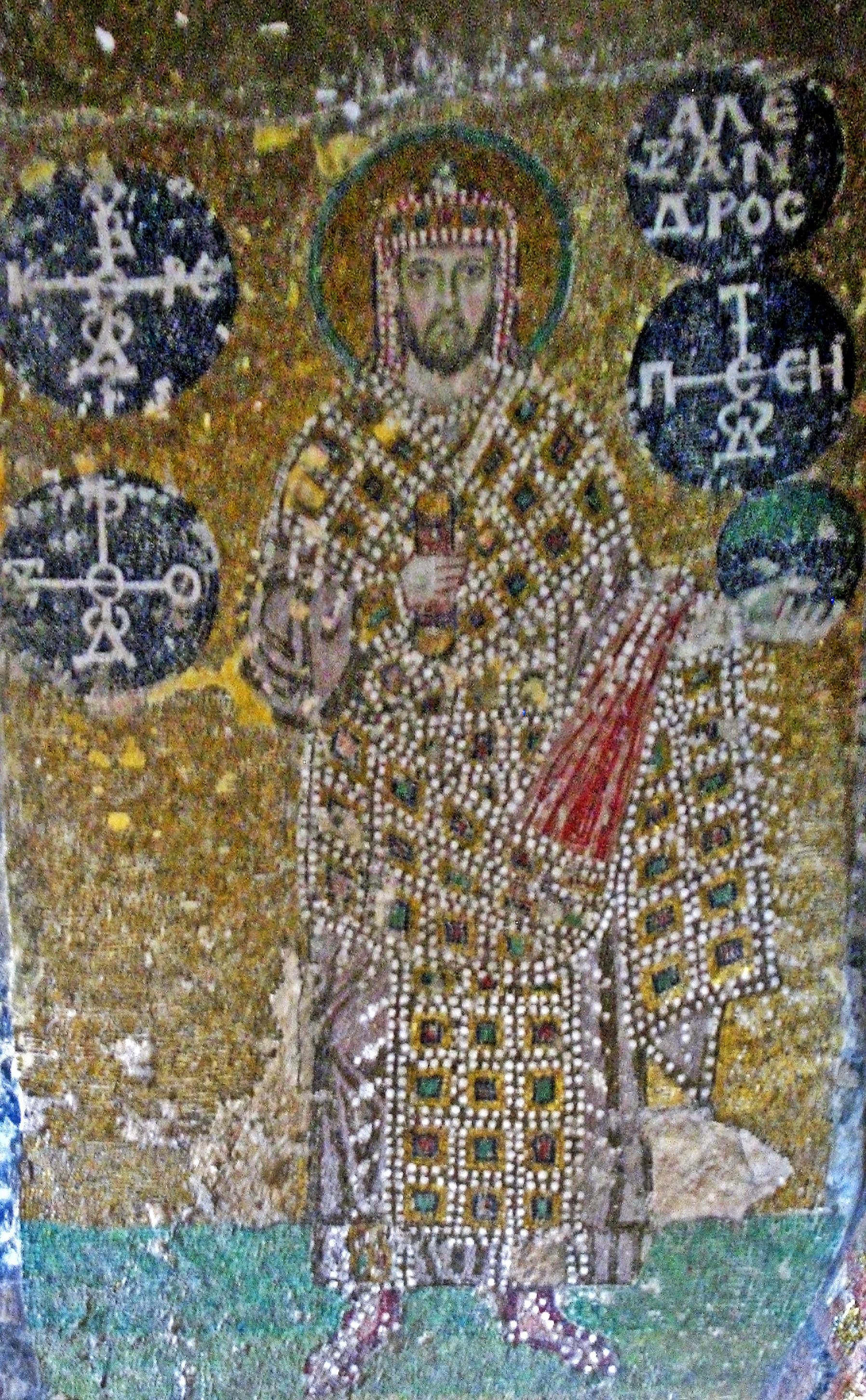
Kaiser Alexander, Mosaik in der Hagia Sophia.

Alexander (mittelgriechisch Ἀλέξανδρος Alexandros; * 870; † 913) war von 912 bis zu seinem Tod byzantinischer Kaiser.

## Leben
Alexander war ein jüngerer Bruder des Kaisers Leo VI. und der dritte Sohn des Kaisers Basileios I. aus der makedonischen Dynastie. 879 machte ihn sein Vater nach dem Tod des Thronfolgers Konstantin zum Mitkaiser; er behielt diesen Rang auch, als Leo VI. 886 den Thron bestieg.
Als Leo 912 starb, trat Alexander die Nachfolge an und wurde gleichzeitig Regent für Leos Sohn Konstantin Porphyrogennetos, zu dessen Vormund er seinen Günstling Basilitzes bestimmte; es kursierte zeitweise sogar das Gerücht, Basilitzes solle zum Mitkaiser erhoben und Konstantin entmannt werden. Alexander verweigerte die jährlichen Tributzahlungen an die Bulgaren und löste damit einen insgesamt fünfzehn Jahre andauernden Krieg mit König Simeon I. aus. Während seiner kurzen Regierungszeit bereiteten die Bulgaren den Angriff auf das Reich vor. Noch vor deren Angriff starb Alexander 913 und ernannte auf seinem Sterbebett seinen Neffen zum Nachfolger, der als Konstantin VII. den Thron bestieg. In der Forschung gilt Alexander als Lebemann, der nicht zur Regentschaft geeignet war.